# Cultroribula quinquesetosa
Cultroribula quinquesetosa är en kvalsterart som beskrevs av J. och P. Balogh 1983. Cultroribula quinquesetosa ingår i släktet Cultroribula och familjen Astegistidae. Inga underarter finns listade i Catalogue of Life.